# Channing Pollock (scrittore)
Channing Pollock (Washington, 4 marzo 1880 – Shoreham, 17 agosto 1946) è stato un commediografo, sceneggiatore e compositore statunitense della prima metà del Novecento.

## Spettacoli teatrali
- The Pit (Broadway, 10 febbraio 1904-aprile 1904)
- The Little Gray Lady (Broadway, 22 gennaio 1906-febbraio 1906)
- Clothes (Broadway, 11 settembre 1906-dicembre 1906)
- In the Bishop's Carriage (Broadway, 25 febbraio 1905-marzo 1907)
- The Secret Orchard (Broadway, 16 dicembre 1907-gennaio 1908)
- Such a Little Queen (Broadway, 31 agosto 1909)
- Ziegfeld Follies of 1911 (Broadway, 26 giugno 1911-2 settembre 1911)
- The Red Widow (Broadway, 6 novembre 1911-24 febbraio 1912)
- My Best Girl (Broadway, 12 settembre 1912-9 novembre 1912)
- Her Little Highness, musical (Broadway, 13 ottobre 1913)
- The Beauty Shop (Broadway, 13 aprile 1914-27 giugno 1914)
- A Perfect Lady (Broadway, 28 ottobre 1914-novembre 1914)
- Ziegfeld Follies of 1915 (Broadway, 21 giugno 1915-18 settembre 1915)
- The Grass Widow (Broadway, 3 dicembre 1917-5 gennaio 1918)
- The Crowded Hour (Broadway, 22 novembre 1918-marzo 1919)
- Roads of Destiny (Broadway, 27 novembre 1918-febbraio 1919)
- The Sign on the Door (Broadway, 19 dicembre 1919-maggio 1920)
- Ziegfeld Follies of 1921 (Broadway, 21 giugno 1921-1º ottobre 1921)
- The Fool (Broadway, 23 ottobre 1922-giugno 1923)
- The Enemy (Broadway, 20 ottobre 1925-aprile 1926)
- Mr. Moneypenny (Broadway, 17 ottobre 1928-dicembre 1928)
- The House Beautiful (Broadway, 12 marzo 1931-giugno 1931)
- At Home With Ethel Waters (Broadway, 22 settembre 1953-10 ottobre 1953)

## Filmografia
- Clothes, regia di Francis Powers - lavoro teatrale (1914)
- The Little Gray Lady, regia di Francis Powers - lavoro teatrale (1914)
- Such a Little Queen, regia di Hugh Ford e Edwin S. Porter - lavoro teatrale (1914)
- Who Killed Simon Baird?, regia di James Durkin - lavoro teatrale (1916)
- The Dawn of Love, regia di Edwin Carewe - storia (1916)
- Lost and Won, regia di Cecil B. DeMille - storia (1917)
- The Sign on the Door, regia di Herbert Brenon - lavoro teatrale (1921)
- Such a Little Queen, regia di George Fawcett - lavoro teatrale (1921)
- Vie del destino (Roads of Destiny), regia di Frank Lloyd - lavoro teatrale (1921)
- The Beauty Shop, regia di Edward Dillon (1922)
- The Crowded Hour, regia di E. Mason Hopper - lavoro teatrale (1925)
- The Enemy, regia di Fred Niblo - lavoro teatrale (1927)
- La porta chiusa (The Locked Door), regia di George Fitzmaurice - lavoro teatrale (1929)